# Mercœur
Mercœur é uma comuna francesa na região administrativa de Auvérnia-Ródano-Alpes, no departamento de Alto Loire. Estende-se por uma área de 29,17 km². Em 2010 a comuna tinha 141 habitantes (densidade: 4,8 hab./km²).